# Weselina (radio)
Weselina (bułg. Веселина) – bułgarska stacja radiowa z siedzibą w Płowdiwie. Stacja została założona 15 grudnia 1992 roku przez Weselinę Kynewą.
Stacja transmituje muzykę czałga. Radio Weselina jest jedną z pierwszych prywatnych stacji radiowych w Bułgarii.

## Częstotliwości nadawania
Nadajniki FM:
- Błagojewgrad – 89,4 MHz
- Burgas – 94,8 MHz
- Chaskowo – 91,4 MHz
- Jamboł – 91,2 MHz
- Kiustendił – 90,20 MHz
- Kyrdżali – 107,5 MHz
- Plewen – 91,20 MHz
- Płowdiw – 106,5 MHz
- Ruse – 105,8 MHz
- Smolan – 94,3 MHz
- Sofia – 99,1 MHz
- Stara Zagora – 95,8 MHz
- Warna – 106,3 MHz
- Widyń – 103,2 MHz
- Wielkie Tyrnowo – 88,1 MHz
- Wraca – 91,8 MHz